# Lebensboschgroeve

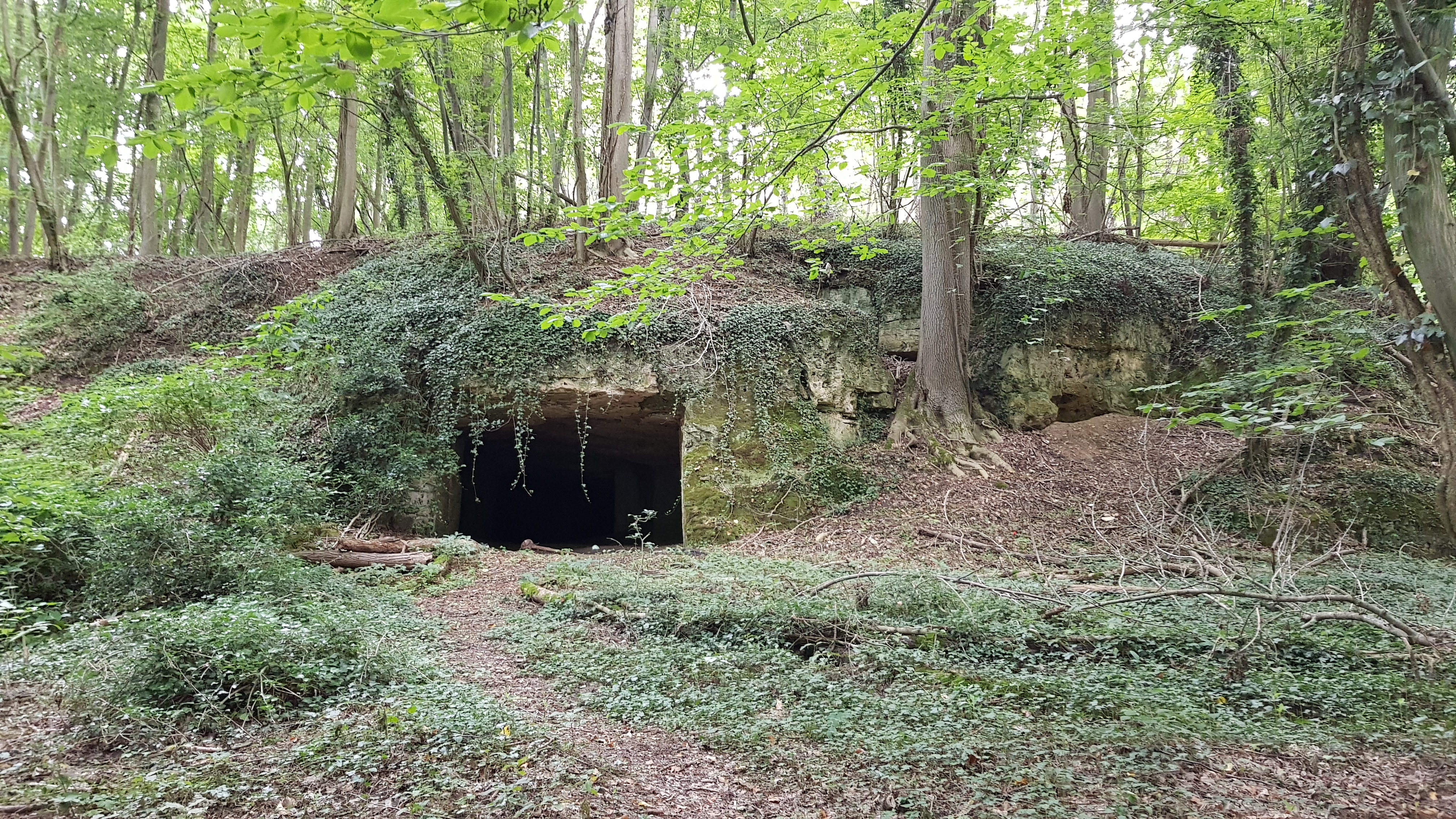
Lebensboschgroeve

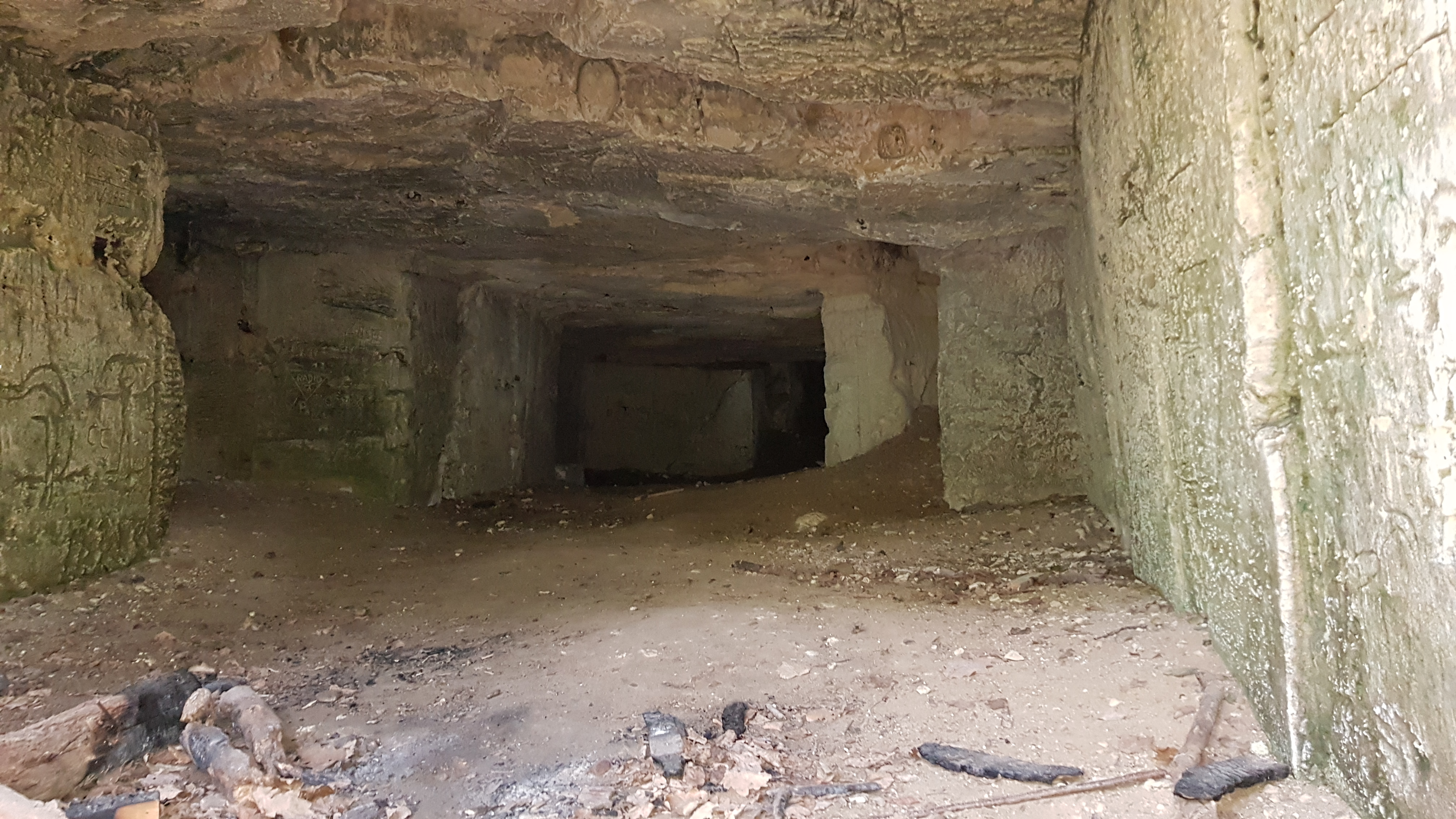
van binnen

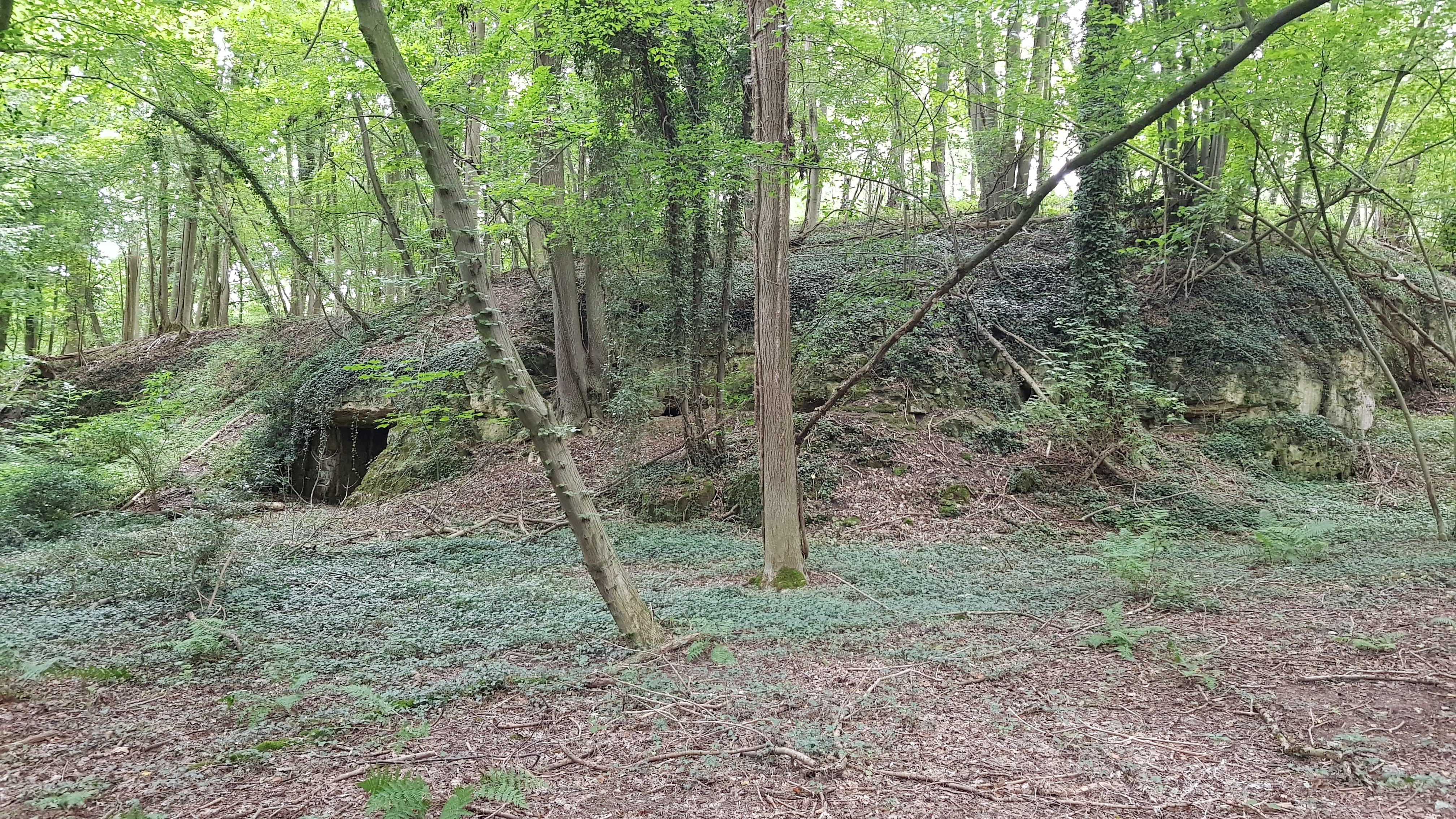
de omgeving van de groeve

De Lebensboschgroeve, ook wel aangeduid met Steinberg II, is een Limburgse mergelgroeve in de Nederlandse gemeente Eijsden-Margraten. De ondergrondse groeve ligt ten noordoosten van Rijckholt ten zuiden van de Scheggelder Grub in het Savelsbos. De groeve ligt aan de westelijke rand van het Plateau van Margraten in de overgang naar het Maasdal. Ter plaatse duikt het plateau een aantal meter steil naar beneden.
Vrijwel naast de groeve ligt ten zuidoosten ervan de Neven Lebensboschgroeve. Op ongeveer 450 meter naar het noordwesten ligt de Groeve de Groete Erd, ongeveer 600 meter naar het noordwesten liggen de Savelsberggroeve en Grindgroeve Savelsbos, op ongeveer 500 meter naar het noordoosten ligt de Groeve Scheggeldergrub II en op ongeveer 250 meter naar het zuidwesten ligt de Steinberggroeve.

## Geschiedenis
De groeve werd door blokbrekers ontgonnen voor de winning van kalksteenblokken.
Sinds 1953 is het Savelsbos inclusief het gebied van deze groeve in beheer van Staatsbosbeheer.

## Groeve
De groeve is niet afgesloten.